# Collobrières
Collobrières är en kommun i departementet Var i regionen Provence-Alpes-Côte d'Azur i sydöstra Frankrike. Kommunen ligger i kantonen Collobrières som tillhör arrondissementet Toulon. År 2022 hade Collobrières 1 813 invånare.

## Befolkningsutveckling
Antalet invånare i kommunen Collobrières
| Referens: INSEE |